# Episodi di Bull (terza stagione)
La terza stagione della serie televisiva Bull, composta da 22 episodi, è stata trasmessa in prima visione negli Stati Uniti d'America sul canale CBS dal 24 settembre 2018 al 13 maggio 2019.
In Italia la stagione è stata trasmessa in prima visione assoluta su Rai 2 dal 30 marzo
al 31 agosto 2019.
| nº | Titolo originale              | Titolo italiano             | Prima TV USA      | Prima TV Italia |
| -- | ----------------------------- | --------------------------- | ----------------- | --------------- |
| 1  | The Ground Beneath Their Feet | La terra sotto i piedi      | 24 settembre 2018 | 30 marzo 2019   |
| 2  | Jury Duty                     | Il dovere di giurato        | 1º ottobre 2018   | 6 aprile 2019   |
| 3  | Excessive Force               | Istinto vs ragione          | 8 ottobre 2018    | 13 aprile 2019  |
| 4  | Justice for Cable             | Giustizia per Cable         | 15 ottobre 2018   | 27 aprile 2019  |
| 5  | The Missing Piece             | Il tassello mancante        | 22 ottobre 2018   | 4 maggio 2019   |
| 6  | Fool Me Twice                 | Inferno in cucina           | 29 ottobre 2018   | 11 maggio 2019  |
| 7  | A Girl Without Feelings       | Senza emozioni              | 5 novembre 2018   | 18 maggio 2019  |
| 8  | But for the Grace             | Colpevole di sfortuna       | 12 novembre 2018  | 25 maggio 2019  |
| 9  | Separation                    | Separazioni                 | 3 dicembre 2018   | 1º giugno 2019  |
| 10 | A Higher Law                  | Segreto confessionale       | 10 dicembre 2018  | 8 giugno 2019   |
| 11 | Separate Together             | Tutti insieme separatamente | 14 gennaio 2019   | 15 giugno 2019  |
| 12 | Split Hairs                   | Per un pelo                 | 21 gennaio 2019   | 22 giugno 2019  |
| 13 | Prior Bad Act                 | Brutti precedenti           | 4 febbraio 2019   | 29 giugno 2019  |
| 14 | Leave It All Behind           | Lasciarsi tutto indietro    | 11 febbraio 2019  | 6 luglio 2019   |
| 15 | Security Fraud                | Frode finanziaria           | 18 febbraio 2019  | 13 luglio 2019  |
| 16 | Forfeiture                    | Doppio processo             | 25 febbraio 2019  | 20 luglio 2019  |
| 17 | Parental Guidance             | Le colpe dei padri          | 18 marzo 2019     | 27 luglio 2019  |
| 18 | Don't Say a Word              | Non dire una parola         | 25 marzo 2019     | 3 agosto 2019   |
| 19 | Bounty                        | Cacciatore di taglie        | 15 aprile 2019    | 10 agosto 2019  |
| 20 | The Good One                  | Il figlio buono             | 29 aprile 2019    | 17 agosto 2019  |
| 21 | When the Rains Came           | Arriva l'uragano            | 6 maggio 2019     | 30 agosto 2019  |
| 22 | Pillar of Salt                | Statua di sale              | 13 maggio 2019    | 31 agosto 2019  |

## La terra sotto i piedi
- Titolo originale: The Ground Beneath Their Feet
- Diretto da: Bethany Rooney
- Scritto da: Glenn Gordon Caron

### Trama
Di ritorno dalla riabilitazione per infarto e alcolismo, Bull scopre che Marissa si è risposata con il suo primo marito dopo 12 anni. Il caso di è di Caitlin Mehner, una madre morente il cui finanziamento per il trapianto di fegato è stato negato dalla sua compagnia assicurativa. In modo scioccante, Bull annuncia che la TAC rappresenterà la compagnia di assicurazioni, affermando di aver incontrato l'amministratore delegato della società in riabilitazione e gli è stato offerto un compenso di $ 2 milioni al mese. Nel frattempo, il team della TAC riceve la devastante notizia che Cable, assente dal lavoro e introvabile da giorni, è morta nel crollo di un ponte mentre viaggiava in auto.

## Il dovere di giurato
- Titolo originale: Jury Duty
- Diretto da: Aaron Lipstadt
- Scritto da: Pamela Wechsler

### Trama
Nonostante i suoi migliori sforzi per essere buttato fuori, Bull viene selezionato per far parte di una giuria per un caso di un uomo che ha praticato la legge senza una licenza. Ciò interferisce con il caso di TAC che difende una madre che ha sparato e ucciso lo stupratore / assassino di sua figlia in pieno giorno, costringendo Benny, Chunk e Marissa a fare del loro meglio senza l'aiuto di Bull. Il caso alla fine dipende dall'ottenere la testimonianza della figlia maggiore della madre, che è stata profondamente danneggiata dall'aggressione. Nel frattempo, il team della TAC piange la morte di Cable.

## Istinto vs ragione
- Titolo originale: Excessive Force
- Diretto da: Russell Fine
- Scritto da: Nichole Millard e Kathryn Price

### Trama
La TAC rappresenta la città di New York, che è stata citata in giudizio per $ 25 milioni dopo che un uomo di colore ubriaco, ma disarmato, è stato colpito al braccio da un agente di polizia bianco mentre irrompeva nel bagno delle donne per vomitare. Il video della telecamera mostra l'agente che prende la pistola, seguito da una lotta in cui l'uomo afferra la canna. Bull implora la sua squadra di sostenere il caso sulla base delle circostanze, non sulle prove. Dopo che l'ufficiale ha reso una testimonianza schiacciante, sembra probabile una sconfitta, ma dopo un'ulteriore revisione delle prove, Bull vede un dettaglio precedentemente trascurato che trasforma il caso dandogli una direzione completamente diversa.

## Giustizia per Cable
- Titolo originale: Justice for Cable
- Diretto da: Randy Zisk
- Scritto da: Bill Chais

### Trama
Quando il crollo del ponte si rivela essere collegato al terrorismo, Bull cerca giustizia per la madre di Cable e le altre famiglie che hanno perso i propri cari facendo causa alla banca che ha finanziato un terrorista internazionale. È assistito nel caso da Taylor Rentzel, un'esperta di informatica che è una vecchia collega di Marissa della NSA. Dopo una sentenza di vittoria per i querelanti, Bull offre a Taylor un lavoro a tempo pieno presso TAC.

## Il tassello mancante
- Titolo originale: A Missing Piece
- Diretto da: Stacey K. Black
- Scritto da: Veronica West e Sarah Kucserka

### Trama
La TAC aiuta a difendere un medico accusato di aver ucciso un trafficante di eroina sulla base delle prove del DNA sulla scena, ma l'uomo insiste che non è mai stato lì. A complicare il caso, il medico ammette pienamente che una volta era dipendente da antidolorifici oppioidi, avendo poi smesso di fumare. Proprio quando sembra che la TAC dovrà cercare di fare un accordo con l'accusa, Marissa e Taylor fanno una scoperta sorprendente.

## Inferno in cucina
- Titolo originale: Fool Me Twice
- Diretto da: Mike Smith
- Scritto da: Sarah H. Haught

### Trama
Dopo che il marito di Marissa, Greg, è stato accusato di aver appiccato un incendio nel suo ristorante per i soldi dell'assicurazione, Marissa ha dei dubbi sulla sua innocenza sulla base di alcune circostanze, nonostante Bull e il team della TAC inizino a scoprire prove che indicano il vero colpevole.

## Senza emozioni
- Titolo originale: A Girl Without Feelings
- Diretto da: Mary Lou Belli
- Scritto da: Chamblee Smith

### Trama
Bull assiste Tally North, una giovane donna sociopatica, quando viene accusata di aver ucciso suo fratello dopo una discussione a una festa. Tally si è svegliata senza ricordare l'incidente, quindi la TAC inizialmente mira a una dichiarazione di non colpevolezza per instabilità mentale. Tuttavia, quando vengono presentate prove che dimostrano che l'assassino potrebbe aver avuto qualche rimpianto, Bull vuole cambiare la dichiarazione di non colpevolezza poiché sa che Tally è incapace di tali sentimenti.

## Colpevole di sfortuna
- Titolo originale: But for the Grace
- Diretto da: Dennis Smith
- Scritto da: Pamela Wechsler

### Trama
Chris Coleman (Michael Drayer) difende se stesso e sua moglie durante una colluttazione durante avvenuta mentre erano in coda per il Black Friday, spingendo il suo aggressore a terra e facendogli sbattere la testa. Un agente di polizia che arriva in ritardo sulla scena arresta Coleman, che viene quindi consigliato da un difensore pubblico di dichiararsi colpevole di aggressione non premeditata e pagare una piccola multa in modo da poter evitare il carcere. Questo diventa un problema quando la vittima che ha spinto entra in coma e muore. Benny chiede a Bull di prendere il caso pro bono. Armata della legittima difesa di Coleman e della testimonianza di tre amici della vittima come testimoni, l'accusa sembra avere il sopravvento. Dopo una scoperta, Bull capovolge la situazione chiedendo a Benny di coinvolgere l'ADA in persona per mettere in discussione le sue motivazioni. Nel frattempo, Danny scopre un segreto sull'uomo con cui esce.

## Separazioni
- Titolo originale: Separation
- Diretto da: Kevin Berlandi
- Scritto da: Travis Donnelly

### Trama
Bull viene assunto da un ricco uomo d'affari per aiutarlo a riacquistare un dipinto da 10 milioni di dollari che la sua ex moglie, una famosa artista ora deceduta, aveva precedentemente donato a un museo. L'uomo afferma che lui e la sua ex si erano riconciliati e avevano pianificato di risposarsi, e che lei aveva promesso di fargli riavere il dipinto. Nel frattempo, Danny scopre che Gabriel, la sua nuova fiamma, è un ex chirurgo che si trova negli Stati Uniti illegalmente, quindi cerca di convincere un giudice a trattenerlo nel paese.

## Segreto confessionale
- Titolo originale: A Higher Law
- Diretto da: Carl Seaton
- Scritto da: Steven Paul Martinez

### Trama
Un prete viene fermato e arrestato mentre guidava il suo furgone della chiesa un paio d'ore dopo che il veicolo era stato coinvolto in un incidente. Bull accetta il prete come cliente dopo che l'uomo ha sostenuto di non essere lui alla guida quando è avvenuto l'incidente. Il sacerdote dice che la persona che guidava il furgone gli ha confessato l'incidente, quindi è vincolato dalla sua fede a non identificare il sospetto. Anche dopo che il giudice ha stabilito che la confessione dell'autista era fuori dai limiti della riservatezza della chiesa, il prete si rifiuta ancora di nominare il colpevole, costringendo Bull e la squadra a cercare di dedurre il parrocchiano che stava guidando e fare appello al suo senso di moralità.

## Tutti insieme separatamente
- Titolo originale: Separate Together
- Diretto da: Dan Lerner
- Scritto da: Bill Chais

### Trama
Diana Lindsay torna in città quando sua nipote Claire e il suo nuovo marito sono accusati di aver commesso una rapina a mano armata nella gioielleria in cui Claire lavora. Bull accetta di far lavorare la TAC per entrambi i clienti, con Diana che funge da avvocato difensore di sua nipote e Benny che difende il marito. Nel frattempo, Bull esita a raccontare a Diana del suo attacco di cuore e della sua riabilitazione dall'alcolismo.

## Per un pelo
- Titolo originale: Split Hairs
- Diretto da: Bethany Rooney
- Scritto da: Sam McConnell

### Trama
Un noto medico legale viene arrestato e incarcerato dopo essere stato accusato di aver inscenato delle prove nove anni prima in un caso di omicidio seriale. L'avvocato che difende l'assassino afferma che il test del DNA di un capello che il medico legale ha trovato su una vittima scagiona il suo cliente. Bull e il team, rendendosi conto che un verdetto ribaltato avrebbe messo in discussione ogni altro caso su cui il medico legale ha lavorato, iniziano a esaminare le motivazioni dell'avvocato. Nel frattempo, Bull e Diana Lindsay iniziano una relazione a distanza.

## Brutti precedenti
- Titolo originale: Prior Bad Acts
- Diretto da: Dan Lerner
- Scritto da: Nichole Millard e Kathryn Price

### Trama
La nuova relazione di Bull con Diana, la sua rivale romantica, è complicata dai suoi rinnovati sentimenti per la sua ex moglie, Isabella, rinati quando si sono incontrati per la morte improvvisa del padre di Benny e Isabella. Inoltre, il fratello di un miliardario delle nuove tecnologie deceduto si rivolge al TAC per chiedere aiuto per intentare una causa contro il medico che ritiene personalmente responsabile della morte del magnate. Ma il team della TAC apprende presto che il defunto è stato assassinato e il dottore non colpevole.

## Lasciarsi tutto indietro
- Titolo originale: Leave It All Behind
- Diretto da: Mike Smith
- Scritto da: Sarah H. Haught

### Trama
Un vecchio compagno di scuola di Bull, ora un uomo arricchitosi nel settore finanziario, diventa il principale sospettato della scomparsa di sua moglie. La moglie, una famosa autrice, spesso trascorre settimane lontano dal marito per concentrarsi sulla sua scrittura, portando la coppia ad avere una relazione aperta. La pressione sulla TAC aumenta quando la giuria viene isolata e il cadavere della moglie viene scoperto, rendendolo un caso di omicidio. Un indizio che Danny scopre su come il cadavere è stato trascinato nella sua posizione finale aiuta a condurre la squadra da un altro sospettato.

## Frode finanziaria
- Titolo originale: Security Fraud
- Diretto da: Jono Oliver
- Scritto da: Marissa Matteo

### Trama
Quando un uomo nel programma di protezione dei testimoni viene ucciso a colpi di arma da fuoco in un casello autostradale di New York, Bull aiuta il suo mentore, l'avvocato Walter Franklin, a intentare una causa contro il governo degli Stati Uniti per conto della famiglia dell'uomo. Le cose diventano difficili quando Franklin va contro il consiglio di Bull più di una volta, portando Bull a credere che Walter sia nelle prime fasi del morbo di Alzheimer.

## Doppio processo
- Titolo originale: Forfeiture
- Diretto da: Alex Pillai
- Scritto da: Pamela Wechsler

### Trama
Chunk ha il suo primo caso come difensore pubblico, in rappresentanza di Darius Lambert (Brian Bradley) che è stato perseguito dall'FBI per violazione del copyright a causa della vendita di prodotti palesemente contraffatti nel retro del negozio di barbiere di suo nonno. Benny rappresenta presto il nonno (Ben Vereen) quando l'FBI lo accusa di essere al corrente dell'operazione minacciando il sequestro del negozio.

## Le colpe dei padri
- Titolo originale: Parental Guidance
- Diretto da: Dennis Smith
- Scritto da: Travis Donnelly

### Trama
Il sedicenne Lucas Schweiger è sotto processo per essere stato coinvolto in una sparatoria nella capanna del padre in cui è rimasta uccisa una donna dei servizi per l'infanzia e ferito un agente di stato. Il padre, un autoproclamato "sopravvissuto" affetto da estrema paranoia, è stato ucciso in uno scontro a fuoco. Bull deve dimostrare che Lucas non distingueva il bene dal male, poiché non ha avuto altre persone nella sua vita per dieci anni oltre a suo padre, che predicava una mentalità "uccidi o sarai ucciso". Ma c'è una svolta: alcuni anni prima, Lucas è stato brevemente separato da suo padre per tre settimane e accolto da una famiglia. Nel frattempo, Marissa e Greg discutono sulla possibilità di avere figli.

## Non dire una parola
- Titolo originale: Don't Say a Word
- Diretto da: Alex Pillai
- Scritto da: Nichole Millard e Kathryn Price

### Trama
Dopo che un cliente di Diana Lindsay è stato assolto per aver ucciso sua moglie, Diana contatta Bull per fare in modo che la TAC rappresenti i suoceri del cliente in un caso di custodia. Sapendo che il suo cliente è colpevole ed è una minaccia per i bambini, Diana non vuole che ottenga la custodia. A causa delle prerogativa sul caso, Bull non può rivelare la sua relazione con Diana e lei si rifiuta di fornire informazioni schiaccianti sul suo cliente. Ma la loro relazione viene scoperta, mettendo a repentaglio il caso. Proprio quando ogni speranza sta per essere persa, una delle perizie precedentemente sconosciute di Taylor salva la situazione.

## Cacciatore di taglie
- Titolo originale: Bounty
- Diretto da: Tessa Blake
- Scritto da: Bill Chais

### Trama
Bull e la TAC difendono il vecchio collega di Danny, Trent Bolton, un agente dell'FBI diventato cacciatore di taglie che deve affrontare una serie di accuse per aver minacciato con una pistola un ragazzo, solo per apprendere dal garante della cauzione che ha sbagliato persona. Bull e Benny affrontano una dura battaglia contro un giovane e impaziente ADA quando si scopre che la vittima è un vigile del fuoco di New York. La revisione di alcuni filmati ospedalieri mostrano la vittima che viene a trovarsi e che esce pochi istanti dopo che Trent lo ha lasciato, porta la TAC a mettere in discussione la storia del ragazzo di essere stato gravemente ferito. Scoprono che è un ex combattente di MMA e amico del vero evasore della cauzione, che ha pagato il garante della cauzione per condurre Trent all'obiettivo sbagliato.

## Il figlio buono
- Titolo originale: The Good One
- Diretto da: Dennis Smith
- Scritto da: Travis Donnelly e Steven Martinez

### Trama
Un giudice federale che sta per affrontare una causa contro un boss del crimine viene ucciso dal figlio del boss, Brendan, che poi salta nell'auto di suo fratello Connor, gli punta una pistola alla testa e gli ordina di scappare. Connor, un medico del primo anno che ha evitato gli affari di suo padre, viene arrestato per aver aiutato Brendan ma giura che era lì solo per cercare di fermarlo. Bull incontra la madre dei ragazzi, che insiste che Bull faccia tutto il possibile per salvare il suo Connor, anche se questo significherebbe per Brendan la pena di morte. Alla fine un testimone si fa avanti per confermare la storia di Connor, ma Marissa dice a Bull che la giuria sembra impassibile. Inoltre, la TAC apprende che Brendan ha stretto un accordo con l'accusa per evitare la pena di morte in cambio della testimonianza contro Connor. Brendan viene ucciso in prigione e non può testimoniare, così Bull decide di mettere il padre sul banco dei testimoni. Il padre testimonia con veemenza che Connor non farebbe del male a nessuno. Bull in seguito affronta la madre, certa di aver colpito il suo Brendan per salvare Connor, ma lei non lo ammette e Bull la lascia andare.

## Arriva l'uragano
- Titolo originale: When the Rains Came
- Diretto da: Bethany Rooney
- Scritto da: Sarah H. Haught e Chamblee Smith

### Trama
Durante un uragano che colpisce Long Island, due detenuti in una prigione privata vengono uccisi quando la loro cella viene allagata. L'ultima guardia ad andarsene durante la tempesta, che sembra essere il cognato di Taylor, è accusata di omicidio per aver abbandonato la prigione. Bull vuole difendere la guardia sulla base del fatto che non si aspettava che i sistemi di backup della prigione fallissero, mentre a casa sta anche vivendo una crisi più urgente: dover salvare la moglie incinta e il figlio dopo che un albero è caduto sulla loro casa. Il caso si complica quando Taylor scopre che sua sorella e suo nipote sono effettivamente riusciti ad arrivare sani e salvi in un hotel, mentre suo cognato è tornato davvero a casa per salvare $ 50.000 di denaro illecito che ha guadagnato in alcuni programmi di prigione.

## Statua di sale
- Titolo originale: Pillar of Salt
- Diretto da: Glenn Gordon Caron
- Scritto da: Nichole Millard, Kathryn Price e Glenn Gordon Caron

### Trama
Una donna è accusata di aver ucciso la figliastra di tre anni, dopo che è stato accertato che la ragazza è morta per aver ingerito una quantità letale di sale. L'accusa cerca di dipingere il ritratto di una matrigna che è stata sopraffatta e frustrata con la bambina di tre anni dopo aver avuto un figlio proprio. Successivamente viene determinato, e corroborato con riluttanza dalla testimonianza della madre biologica, che la ragazza soffriva di picacismo, una malattia rara che causa voglie di sostanze non nutritive. Durante il processo, Benny scopre che l'appuntamento di Izzy con Bull ha causato la fine del suo secondo matrimonio. Attacca con rabbia Bull affermando che, dopo il processo in corso, ha chiuso con Bull e la TAC. Izzy rivela di essere incinta del figlio di Bull.